# Vstrečnyj
Vstrečnyj (Встречный) è un film sovietico del 1932 diretto da Fridrich Markovič Ėrmler e Sergej Iosifovič Jutkevič.